# Анфимий из Тралл
Анфи́мий из Тралл (474 — не позднее 558) (др.-греч. Ἀνθέμιος ὁ Τραλλιανός) — византийский математик и архитектор, вместе с Исидором Милетским построивший Софийский собор в Константинополе. 
Родился в городе Траллы (современный Айдын в Турции) в семье врача Стефана. У Анфимия было четыре брата: Диоскор, ставший врачом в Траллах, Александр, один из самых знаменитых медиков своего времени, Олимпий, специалист по римскому праву, и Метродор, выдающийся грамматист, живший в Константинополе.
Анфимий известен прежде всего как один из архитекторов Софийского собора в Константинополе (построен в 532—537 гг.). Он также занимался ремонтом защитных дамб в Даре. Будучи способным математиком, он написал книгу по коническим сечениям, ставшую прекрасной подготовкой к проектированию Софийского собора, и написал обзор о системах зеркал, упоминавшийся, в частности, арабским математиком ибн ал-Хайсамом.

## Анфимий в «ЭСБЕ»
В конце XIX — начале XX века «Энциклопедический словарь Брокгауза и Ефрона» дал следующее жизнеописание этого человека на своих страницах:
Анфимий (Άνθήμιος) — архитектор и учёный математик византийский VI века, которому император Юстиниан I после пожара храма св. Софии в Константинополе поручил сооружение теперешнего собора св. Софии, считаемого бессмертным созданием византийского гения в зодчестве. А. через 40 дней после пожара заложил своё творение, а через пять лет довел его до окончания (537). Но до нас творение А. дошло уже после трех последовательных изменений — искажений. Дошел до нас, хотя не вполне, и учёный один труд А., по месту рождения называемого Траллесским, — трактат «Περί παραδόξων μηχανημάτων» (изд. Дюпюи 1775 г. в Париже).